# Pueblo West
Pueblo West è un centro abitato (census-designated place) degli Stati Uniti d'America, situato nella contea di Pueblo dello Stato del Colorado. Nel censimento del 2000 la popolazione era di 16.899 abitanti.

## Geografia fisica
Secondo i rilevamenti dell'United States Census Bureau, Pueblo West si estende su una superficie di 200,7 km².